# Eleocharis yunnanensis
Eleocharis yunnanensis är en halvgräsart som beskrevs av Henry Knute Knut Svenson. Eleocharis yunnanensis ingår i släktet småsäv, och familjen halvgräs. Inga underarter finns listade i Catalogue of Life.